# Roorback
Roorback es el noveno disco de estudio de la banda Sepultura, lanzado en 2003, bajo el sello de SPV Records.

## Lista de canciones
1. Come Back Alive - 3:06
2. Godless - 4:22
3. Apes of God - 3:36
4. More of The Same 3:59
5. Urge - 3:17
6. Corrupted - 2:33
7. As It Is - 4:26
8. Mind War - 3:00
9. Leech - 2:24
10. The Rift - 2:57
11. Bottomed Out - 4:35
12. Activist - 1:54
13. Outro (inacreditado) - 11:39

## Pistas adicionales
Solo en la edición Europea
1. Bullet The Blue Sky (Cover de U2)
2. Bullet The Blue Sky (Video Track)

También fue editada una edición limitada que además contenía el EP Revolusongs, con 7 versiones de bandas como Public Enemy, U2 o Exodus.